# Riedelia rigidocalyx
Riedelia rigidocalyx là một loài thực vật có hoa trong họ Gừng. Loài này được Theodoric Valeton miêu tả khoa học đầu tiên năm 1914.

## Phân bố
Loài này được tìm thấy ở Sepik, ven sông Augusta (tên cũ của sông Sepik), đông bắc New Guinea (Papua New Guinea). Mẫu vật điển hình: L. Schultze 296 do Leonhard Schultze-Jena (1872-1955) thu thập tháng 11 năm 1910.